# Mil·lenni II
El mil·lenni ii de l'Era Comuna va abastar els anys des del 1001 fins al 2000. Comprén l'alta i la plena edat mitjana del Vell Món, seguit per l'inici de l'edat moderna, caracteritzat per les guerres de religió a Europa, la Il·lustració, l'era de l'exploració i l'inici de l'edat contemporània. Els seus dos segles finals es caracteritzen per la industrialització, l'auge de l'estat nació, el ràpid desenvolupament de la ciència, l'educació generalitzada i assistència universal sanitària i vacunació al món occidental. El segle xx va augmentar la globalització, destacant les dues guerres mundials i la posterior formació de les Nacions Unides.
La població mundial experimenta un gran creixement passant de 240 milions de persones a 6000 milions.

## Esdeveniments
- Les Croades
- El Cisma d'Orient
- La Pesta Negra
- Imperi Mongol a Àsia
- Descobriment europeu de les Amèriques i Austràlia i la seva posterior colonització i descolonització
- Apareix el Renaixement primer a la península Itàlica i després a la resta d'Europa
- La Reforma Protestant
- La Revolució Francesa
- La revolució agrícola
- La revolució industrial
- Aparició del nacionalisme modern i la noció de l'estat nació
- Colonització i descolonització europea a Àfrica i Àsia
- Explosió demogràfica
- Guerres de cada cop més abast (Guerra dels Set Anys, Guerra de Successió Espanyola, Primera Guerra Mundial, Segona Guerra Mundial)
- Descobriment de l'energia atòmica
- Sorgiment del capitalisme i comunisme
- La cursa espacial
- Proliferació d'estats democràtics
- Inici de la Revolució Digital

## Personatges destacats
- Genguis Kan (1155-1227), conqueridor mongol
- Ramon Llull (1232-1316), escriptor, filòsof, místic, teòleg, professor i missioner mallorquí
- Dante Alighieri (1265-1321), poeta italià
- Cristòfor Colom (1451-1506), descobridor europeu d'Amèrica
- Leonardo da Vinci (1452-1519), científic i artista polifacètic italià
- Nicolau Copèrnic (1473-1543), astrònom i matemàtic pòlonès
- Michelangelo Buonarroti (1475-1564), pintor i escultor italià
- Fernão de Magalhães (1480-1521), navegant i explorador
- Raffaello Sanzio (1483-1520), pintor i arquitecte italià
- Martí Luther (1483-1546), reformador religiós alemany
- Miguel de Cervantes (1547-1616), novel·lista castellà
- William Shakespeare (1564-1616), poeta britànic
- Galileo Galilei (1564-1642), científic italià
- Johannes Kepler (1571-1630), astrònom i matemàtic alemany
- René Descartes (1596-1650), filòsof i matemàtic francès
- Rembrandt van Rijn (1606-1669), pintor i gravador neerlandès
- Molière (1622-1673), dramaturg i actor francès
- Isaac Newton (1642-1727), científic britànic
- Johann Sebastian Bach (1685-1750), organista i compositor alemany
- Benjamin Franklin (1706-1790), polític i científic estatunidenc
- Leonhard Euler (1707-1783), matemàtic i físic suís
- Immanuel Kant (1724-1804), filòsof prussià
- James Watt (1736-1819), matemàtic, inventor i enginyer escocès
- Johann Wolfgang von Goethe (1749-1832), pensador i literat alemany
- Wolfgang Amadeus Mozart (1756-1791), compositor austríac
- Napoleó Bonaparte (1769-1821), emperador francès
- Ludwig van Beethoven (1770-1827), compositor i pianista prussià
- Carl Friedrich Gauss (1777-1855), matemàtic prussià
- Michael Faraday (1791-1867), científic anglès
- Abraham Lincoln (1809-1865), polític estatunidenc
- Charles Darwin (1809-1882), naturista britànic
- Frédéric Chopin (1810-1849), compositor de piano polonès
- Karl Marx (1818-1883), filòsof polític alemany
- Fiódor Dostoievski (1821-1881), escriptor rus
- Louis Pasteur (1822-1895), microbiòleg i químic francès
- James Clerk Maxwell (1831-1879), matemàtic i físic escocès
- Dmitri Mendeléiev (1834-1907), químic rus
- Piotr Ilitx Txaikovski (1840-1892), compositor rus
- Friedrich Nietzsche (1844-1900), filòsof prussià/alemany
- Sigmund Freud (1856-1939), psicoanalista austríac
- Mohandas Gandhi (1857-1948), pensador i polític indi
- Marie Curie (1867-1934), física i química polonesa
- Vladímir Lenin (1870-1924), estadista rus
- Ióssif Stalin (1878-1953), dictador soviètic
- Albert Einstein (1879-1955), físic alemany, posteriorment suis i estatunidenc
- Pablo Picasso (1881-1973), pintor andalús
- Franklin Delano Roosevelt (1882-1945), polític estatunidenc
- Adolf Hitler (1889-1945), dictador alemany
- Charles Chaplin (1889-1977), actor i director britànic
- Mao Tse Tung (1893-1976), dictador xinès
- Nelson Mandela (1918-2013), polític sudafricà
- Martin Luther King (1929-1968), activista pacifista estatunidenc
- Gorbachev (1931), polític soviètic
- Iuri Gagarin (1934-1968), cosmonauta i pilot soviètic

## Invents, descobriments, introduccions
- Impremta
- Armes de foc
- Establiment del mètode científic
- Teoria de l'evolució
- Descobriment de l'ADN i recerques genètiques.
- Aviació i aeronàutica
- Poder nuclear
- El motor de combustió interna
- Capitalisme i socialisme
- L'ordinador la informàtica i Internet
- Sufragi universal